# Bieniów (województwo lubuskie)
Bieniów (tuż po wojnie Benów, niem. Benau N./L.) – wieś w Polsce położona w województwie lubuskim, w powiecie żarskim, w gminie Żary.
Wieś typu łańcuchówka. Rozciągnięta na długości około 5 km. Posiada stację kolejową, która niegdyś była ważnym węzłem na magistralnej trasie Kolei Dolnośląsko-Marchijskiej (Berlin – Wrocław – Wiedeń), oraz na trasie lokalnej relacji Żary koło Żagania – Zielona Góra.

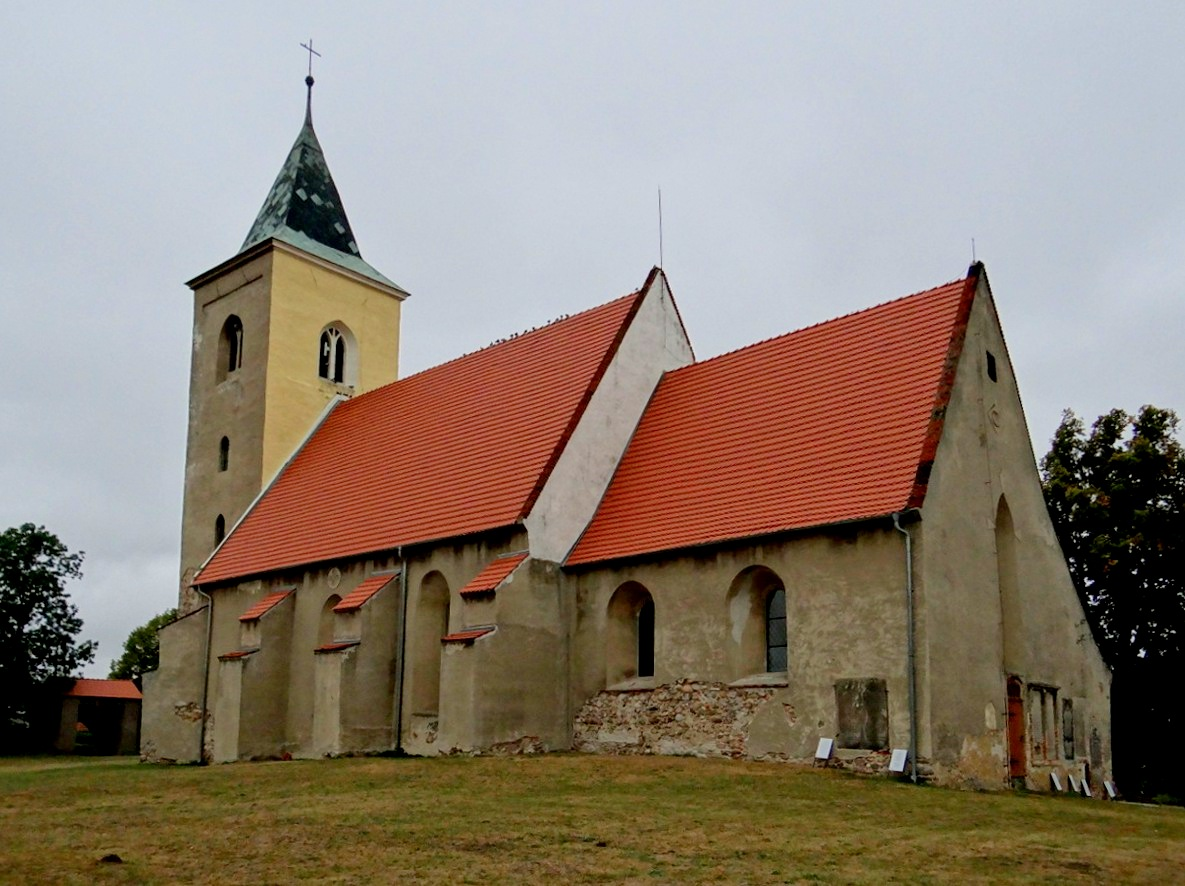
Kościół Niepokalanego Poczęcia NMP

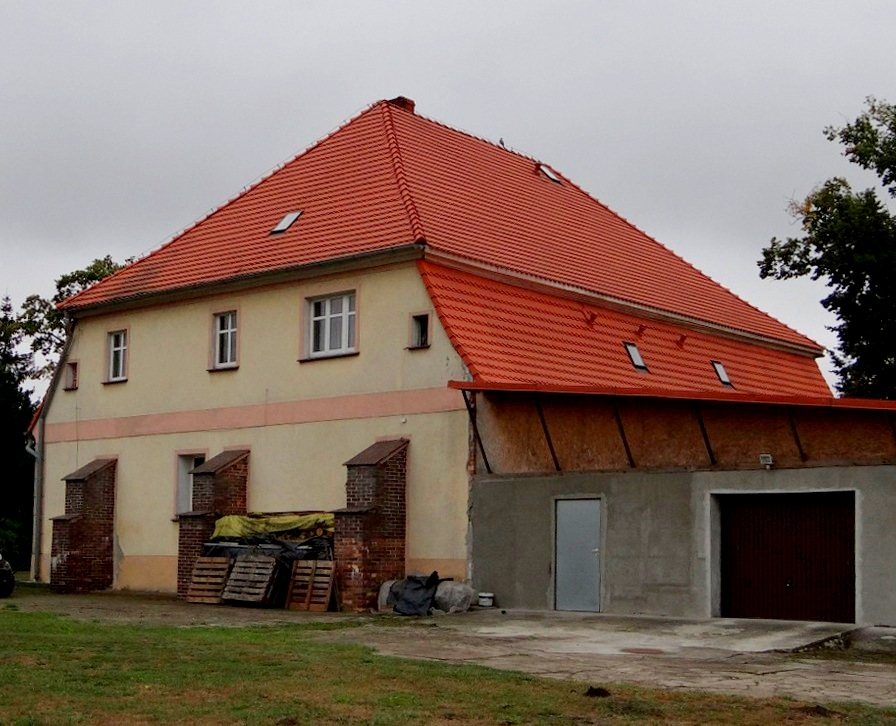
Barokowa plebania z XVIII wieku

W latach 1945–1947 wieś była siedzibą gminy Bieniów. W latach 1954–1972 wieś należała i była siedzibą władz gromady Bieniów. W latach 1975–1998 miejscowość administracyjnie należała do województwa zielonogórskiego.

## Zabytki
Do wojewódzkiego rejestru zabytków wpisane są:
- kościół parafialny pod wezwaniem Niepokalanego Poczęcia NMP, wczesnogotycki z około połowy XIII wieku, w XIV-XVIII wieku
- plebania, barokowa z drugiej połowy XVIII wieku
- dwór, z pierwszej połowy XIX wieku
- dom nr 11, szachulcowy z 1740 roku.